# Death Metal (album, Dismember)
Death Metal je čtvrté studiové album švédské death metalové kapely Dismember. Bylo vydáno v roce 1997 hudebním vydavatelstvím Nuclear Blast. Vyšlo i v japonské reedici, která obsahovala jako bonus skladby z předchozího EP Misanthropic.

## Seznam skladeb
1. "Of Fire" (David Blomqvist, Richard Cabeza, Matti Karki) – 3:41
2. "Trendkiller" (Fred Estby) – 2:11
3. "Misanthropic" (Cabeza, Estby, Karki) – 2:59
4. "Let the Napalm Rain" (Estby, Karki) – 3:27
5. "Live for the Fear (Of Pain)" (Blomqvist, Estby, Robert Senneback) – 2:36
6. "Stillborn Ways" (Estby) – 4:15
7. "Killing Compassion" (Estby, Senneback) – 1:49
8. "Bred for War" (Blomqvist, Estby, Karki) – 4:19
9. "When Hatred Killed the Light" (Cabeza, Estby, Karki) – 3:31
10. "Ceremonial Comedy" (Blomqvist, Estby, Karki) – 3:25
11. "Silent Are the Watchers" (Blomqvist, Cabeza, Karki) – 3:54
12. "Mistweaver" (Blomqvist, Estby, Karki) – 4:07

bonusové skladby z EP Misanthropic (japonská reedice z r. 1998)
13. "Pagan Saviour" (coververze Autopsy) – 3:54
14. "Shadowlands" – 3:32
15. "Afterimage" – 4:32
16. "Shapeshifter" – 4:40

## Sestava
- Matti Kärki – vokály
- David Blomqvist – kytara
- Robert Sennebäck – kytara
- Richard Cabeza – baskytara
- Fred Estby – bicí